# Norma (obchodní řetězec)
Norma je německý řetězec diskontních prodejen, který působí také v Česku, ve Francii a v Rakousku. Celkově řetězec provozuje více než 1 450 prodejen. V roce 2020 měla Norma celkové tržby ve výši 4,02 mld. eur (asi 100 mld. Kč). Česká filiálka měla v roce 2021 tržby 2,534 mld. Kč, což ji zařadilo na 48. místo v žebříčku Top 50 českého obchodu časopisu Zboží a prodej.

## Historie
Počátky společnosti sahají do roku 1921, kdy si Georg Roth otevřel obchod s potravinami ve městě Fürth na severu Bavorska. Jeho vnuk Manfred Roth v roce 1964 otevřel první supermarket Norma, a to na Bayreuther Straße v Norimberku. Odtud také pochází název Norma – vzniknul z latinského názvu města Noricum a německého výrazu pro trh (der) Markt. V následujících desetiletích společnost rostla a v polovině 80. let 20. století už měla v Německu přes 550 prodejen.
V roce 1989 byl v alsaském městě Riedisheim otevřen první obchod Norma ve Francii. Následně řetězec expandoval také do Česka, kde svou první prodejnu otevřel v roce 1992 v Pražské tržnici. Čtvrtou zemí, kde Norma otevřela svou pobočku, se stalo Rakousko. Prodejna v hornorakouském městě Mattighofen vznikla v roce 2005.
Od roku 2011 Norma v Německu provozuje e-shop. V roce 2016 se firma přestěhovala do nového sídla. Sídlo se nachází ve Fürthu na Manfred-Roth-Straße, ulici pojmenované po zakladateli značky, který zemřel o šest let dříve.

## Působení v Česku
Řetězec v Česku působí prostřednictvím společnosti NORMA CZ spol. s.r.o., která je zapsána u Městského soudu v Praze a má IČ 442 66 448. Společnost je v obchodním rejstříku vedena od listopadu 1991 a od roku 2015 sídlí v pražských Malešicích.
První prodejnu v Česku Norma otevřela v roce 1992 v Pražské tržnici. V roce 2007 se objevily spekulace, že by Norma z českého trhu mohla odejít, podobně jako v předchozích letech odešly řetězce Delvita, Edeka nebo Julius Meinl. Firma v té době v Česku provozovala asi čtyři destíky prodejen a plánovala expanzi. Z plánovaných prodejen zmíněných ve zprávě byly otevřeny tři: v Harrachově, Jilemnici a Plané nad Lužnicí. Expanze do Třebíče a Znojma se neuskutečnila a uzavřena byla jedna z prodejen v Chomutově.
V roce 2012 byla uzavřena prodejna v Rokycanech. Proti uzavření prodejny vznikla petice, kterou podepsalo asi 1300 lidí. Na jejím místě vzniklo parkoviště. V nedalekém Nepomuku vznikla petice proti přesunu prodejny do plánované nové budovy, která měla svým umístěním narušit ráz města. Prodejna zůstala v původní budově. V následujících letech byly otevřeny prodejny v Hrdějovicích, Kaznějově, Klášterci nad Ohří, Praze-Kobylisích, Protivíně, Špindlerově Mlýně a dvě prodejny v Praze-Hostivaři. Uzavřeny byly prodejny v Nymburku, Praze-Vysočanech a jedna z prodejen v Praze-Krči.
Na žebříčku tržeb obchodů s rychloobrátkovým zbožím v Česku, sestaveném společností GfK v roce 2016, Norma obsadila 23. místo s objemem tržeb 1,66 mld. Kč bez DPH. Za rok 2021 řetězec v Česku hospodařil se ziskem 147 mil. Kč při tržbách 2,534 mld. Kč. Na žebříčku Top 50 českého obchodu, který řadí maloobchodní firmy v Česku podle tržeb, Norma obsadila 48. místo.
V dubnu 2023 měla Norma v Česku 51 prodejen. S výjimkou prodejny v Dačicích se všechny nacházejí v Čechách, nejvíce (13 prodejen) v Praze následované Středočeským krajem (9 prodejen). Nejnověji byly otevřeny prodejny v Podbořanech (prosinec 2021), Semilech (listopad 2022) a Bakově nad Jizerou (duben 2023). Uzavřena byla naopak prodejna na pražských Stodůlkách, na jejímž místě vzniká bytový komplex.
| Kraj            | Počet prodejen | Lokace |
| --------------- | -------------- | --- |
| Praha           | 13             | Háje, Holešovice, Hostivař (2 prodejny), Kamýk, Kobylisy (2 prodejny), Krč, Prosek, Řepy, Uhříněves, Veleslavín, Vinoř     |
| Středočeský     | 9              | Bakov nad Jizerou, Březnice, Jílové u Prahy, Kladno (2 prodejny), Rakovník, Rožmitál pod Třemšínem, Sadská, Stará Boleslav |
| Jihočeský       | 7              | České Budějovice (3 prodejny), Dačice, Hrdějovice, Planá nad Lužnicí, Protivín                                             |
| Ústecký         | 7              | Chomutov, Klášterec nad Ohří, Litvínov, Podbořany, Ústí nad Labem (2 prodejny), Žatec                                      |
| Liberecký       | 5              | Harrachov, Jilemnice, Liberec, Semily, Železný Brod                                                                        |
| Plzeňský        | 5              | Kaznějov, Nepomuk, Plzeň (3 prodejny)                                                                                      |
| Karlovarský     | 4              | Cheb (2 prodejny), Karlovy Vary, Ostrov nad Ohří                                                                           |
| Královéhradecký | 1              | Špindlerův Mlýn |

## Působení ve světě
Norma provozuje obchody ve čtyřech zemích světa – kromě Česka a domovského Německa také ve Francii a v Rakousku.
Nejvíce prodejen Norma je v Německu, a to více než 1 300. Podnikání v Německu je řízeno 13 regionálními pobočkami. Čtyři z nich jsou v Bavorsku, odkud řetězec pochází, a kde má více než 500 prodejen. V bavorském městě Fürth se také nachází centrála společnosti.
Ve Francii Norma působí od roku 1989. První prodejna vznikla ve městě Riedisheim na předměstí Mulhouse v Alsasku. Francouzská pobočka firmy sídlí v Sarrebourgu. Norma ve Francii v roce 2022 měla 71 prodejen, a to na západě země v regionech Grand Est a Burgundsko-Franche-Comté.
Na rakouský trh Norma vstoupila v roce 2005 otevřením prodejny ve městě Mattighofen v okrese Braunau. Rakouská pobočka firmy sídlí v Salcburku. Norma v Rakousku má 21 prodejen na severu země, většina z nich se nachází ve spolkové zemi Horní Rakousko.
| Země     | Počet prodejen | K datu  |
| -------- | -------------- | ------- |
| Česko    | 51             | 04/2023 |
| Francie  | 71             | 07/2022 |
| Německo  | 1 323          | 11/2020 |
| Rakousko | 21             | 07/2020 |

## Galerie

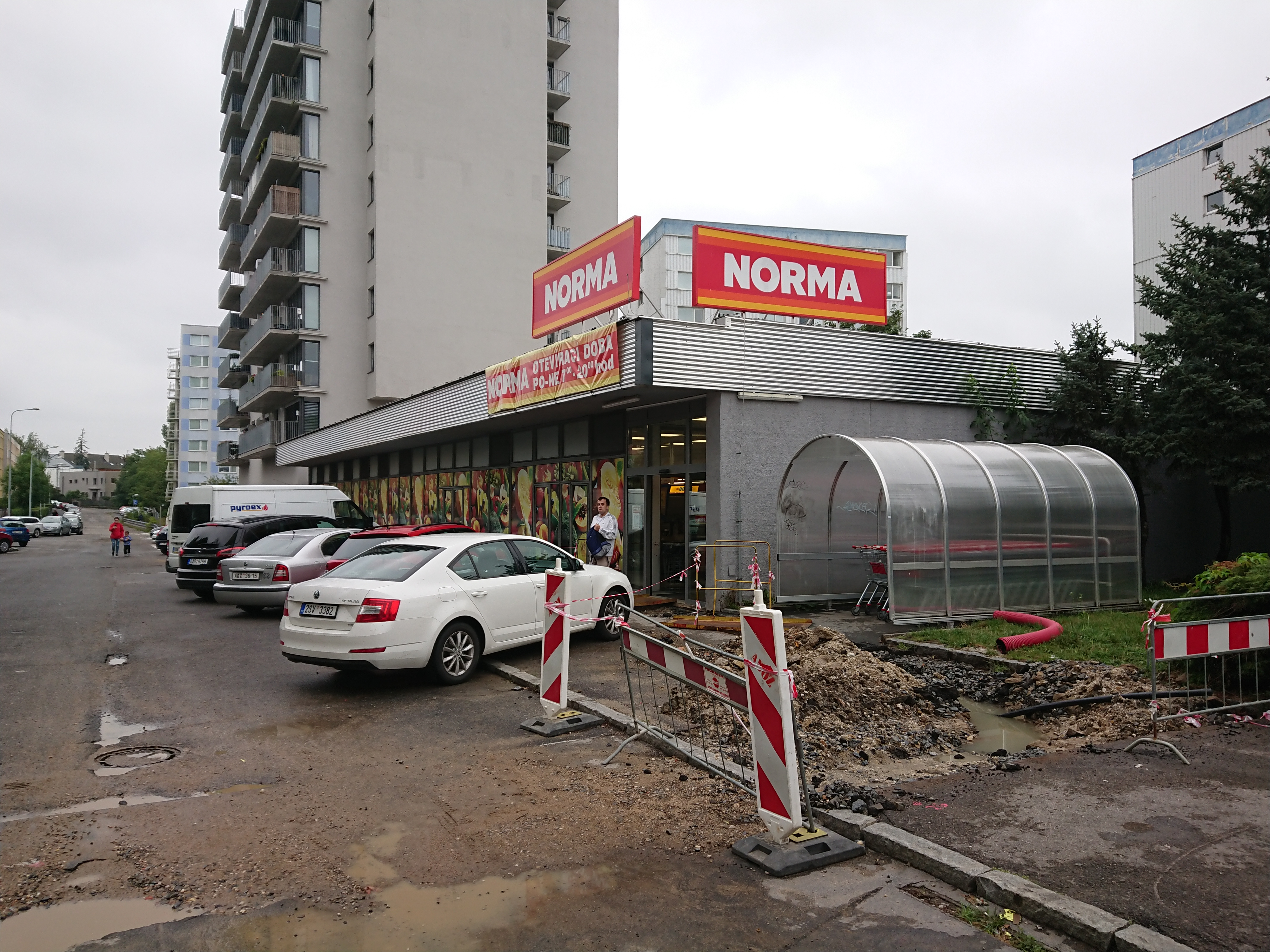
Norma v Praze-Hostivaři
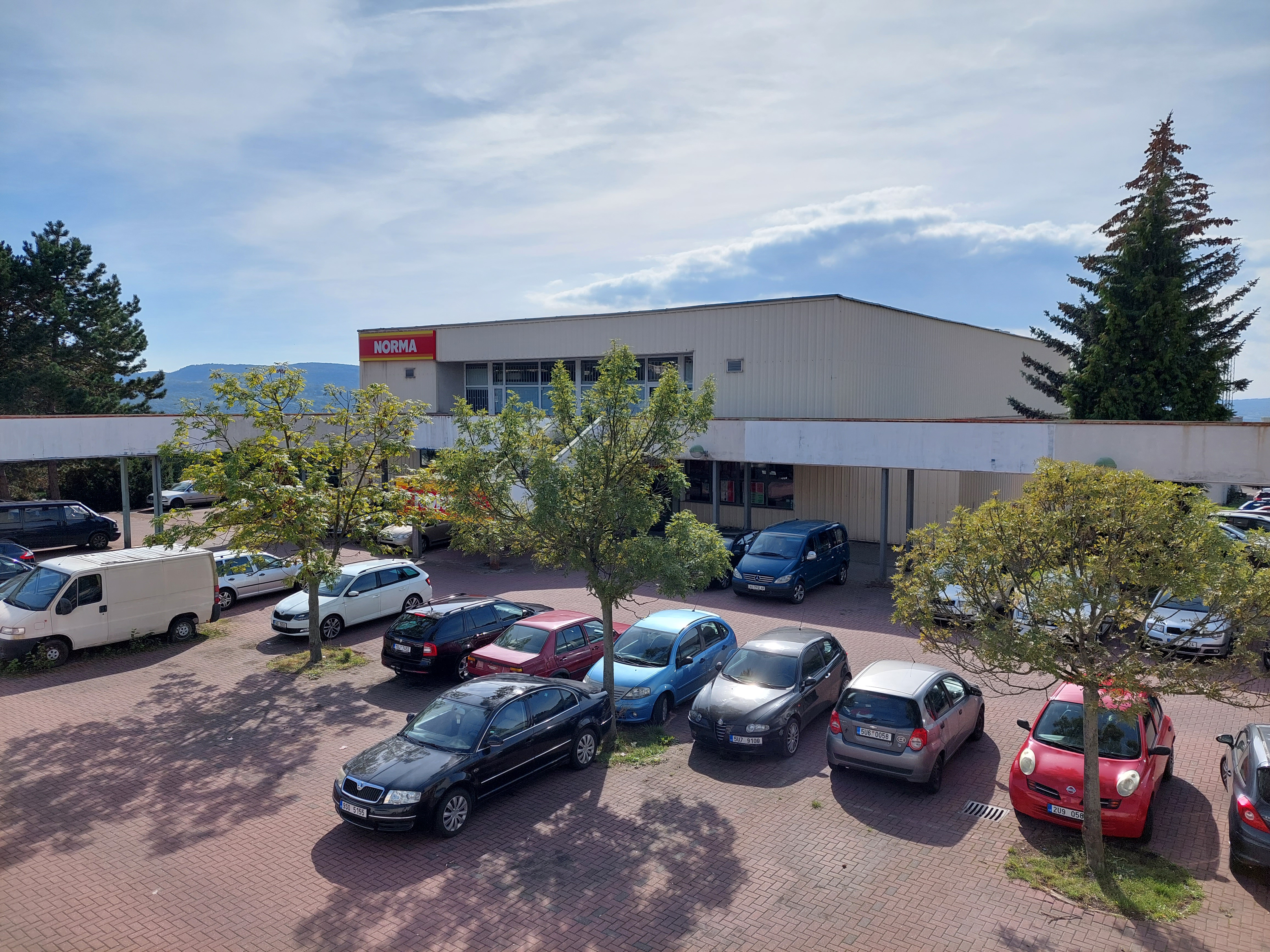
Obchodní středisko Cíl s prodejnou Norma v Ústí nad Labem
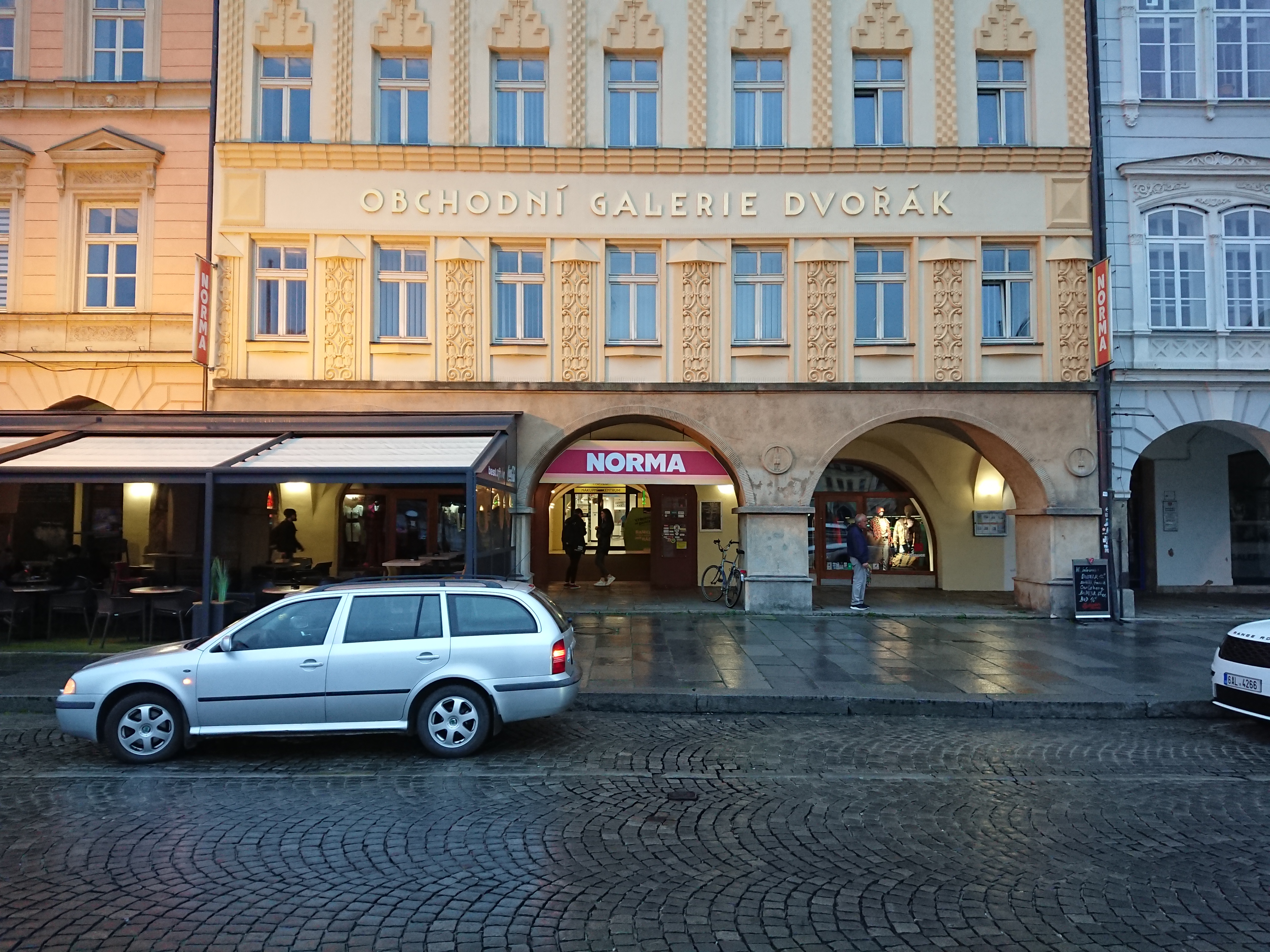
Obchodní galerie Dvořák s prodejnou Norma v Českých Budějovicích
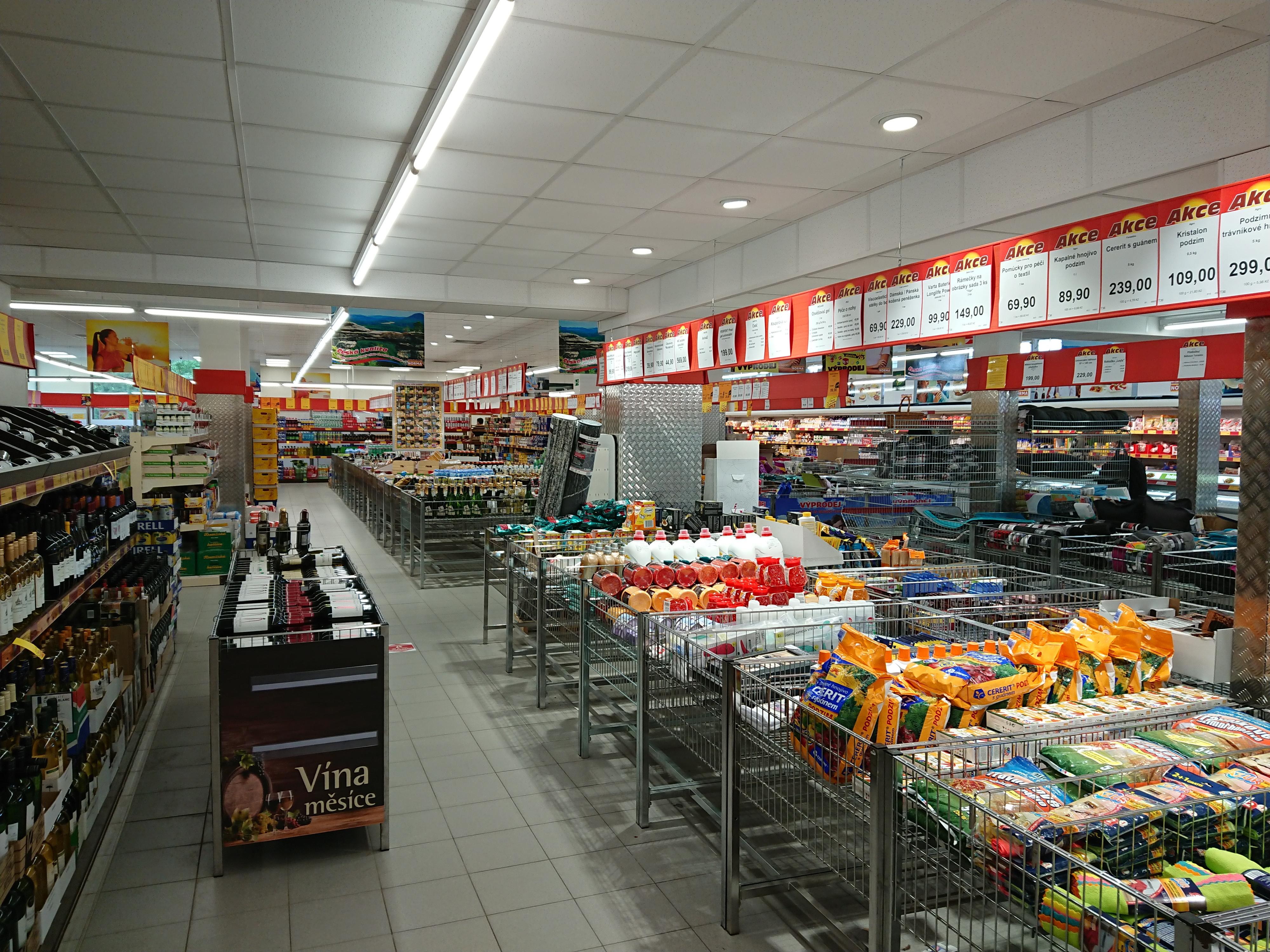
Interiér prodejny v Praze-Vinoři
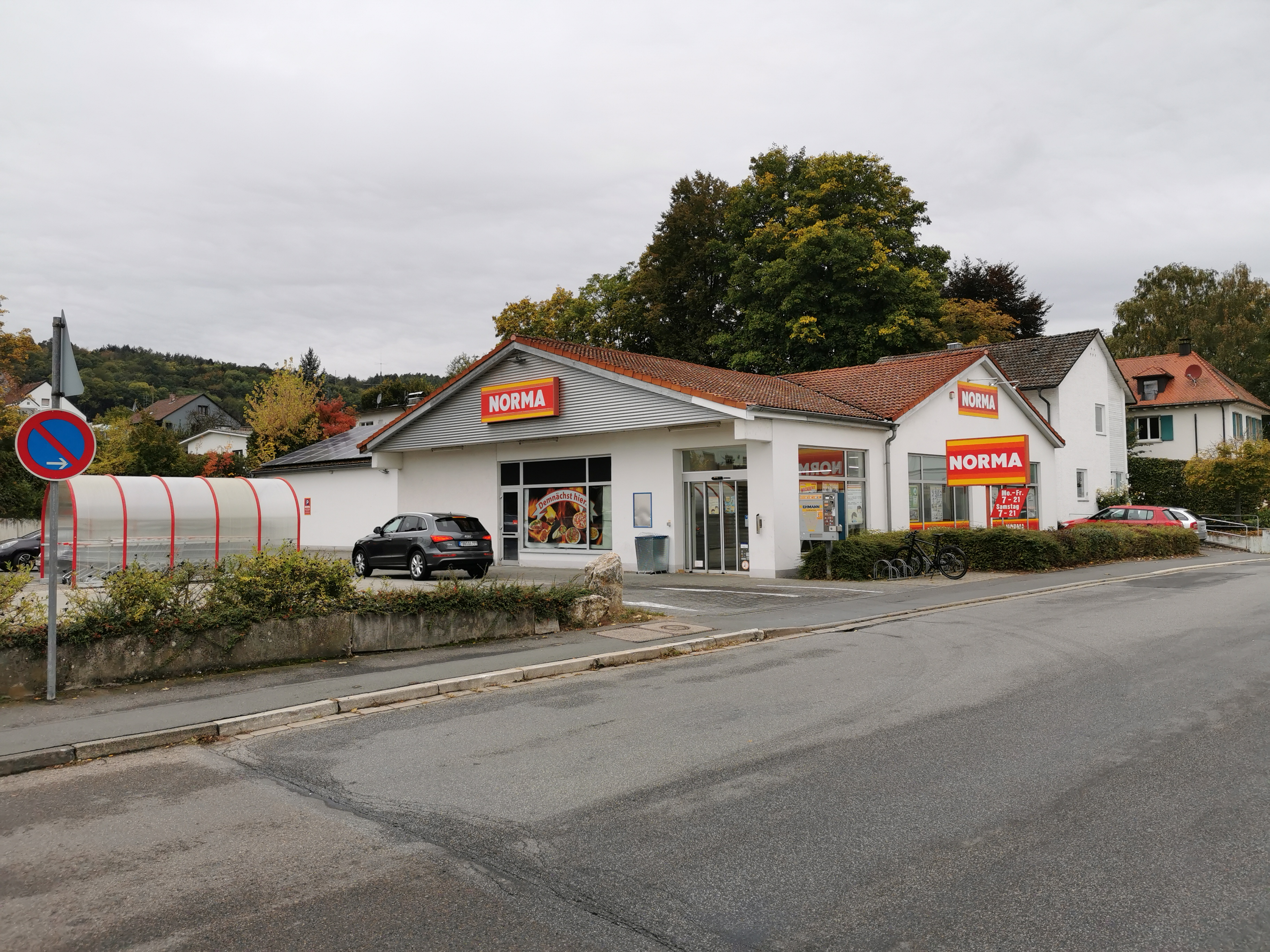
Norma ve městě Tauberbischofsheim na severu Bádenska-Württemberska
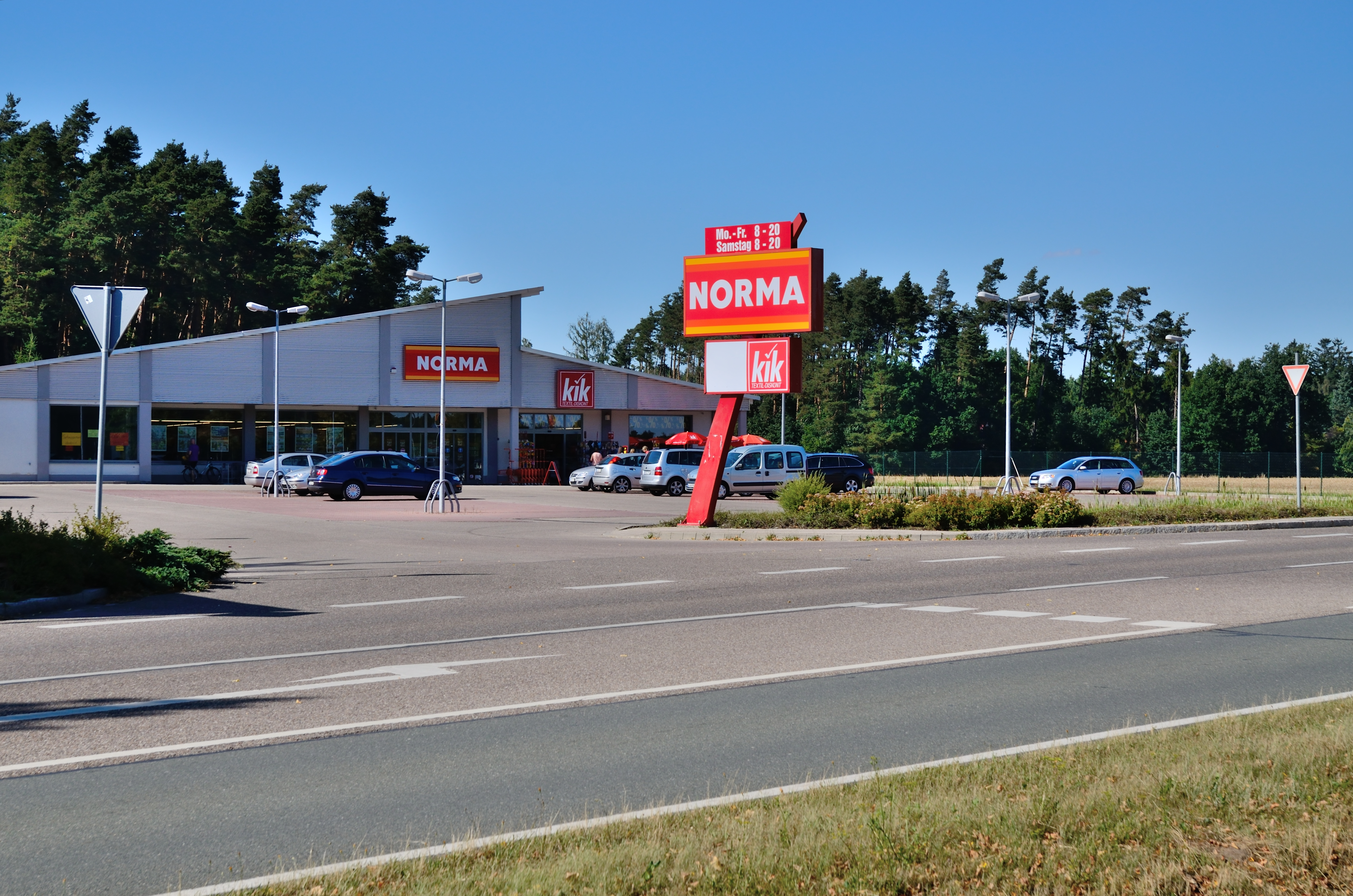
Norma v obci Neuendettelsau v Bavorsku
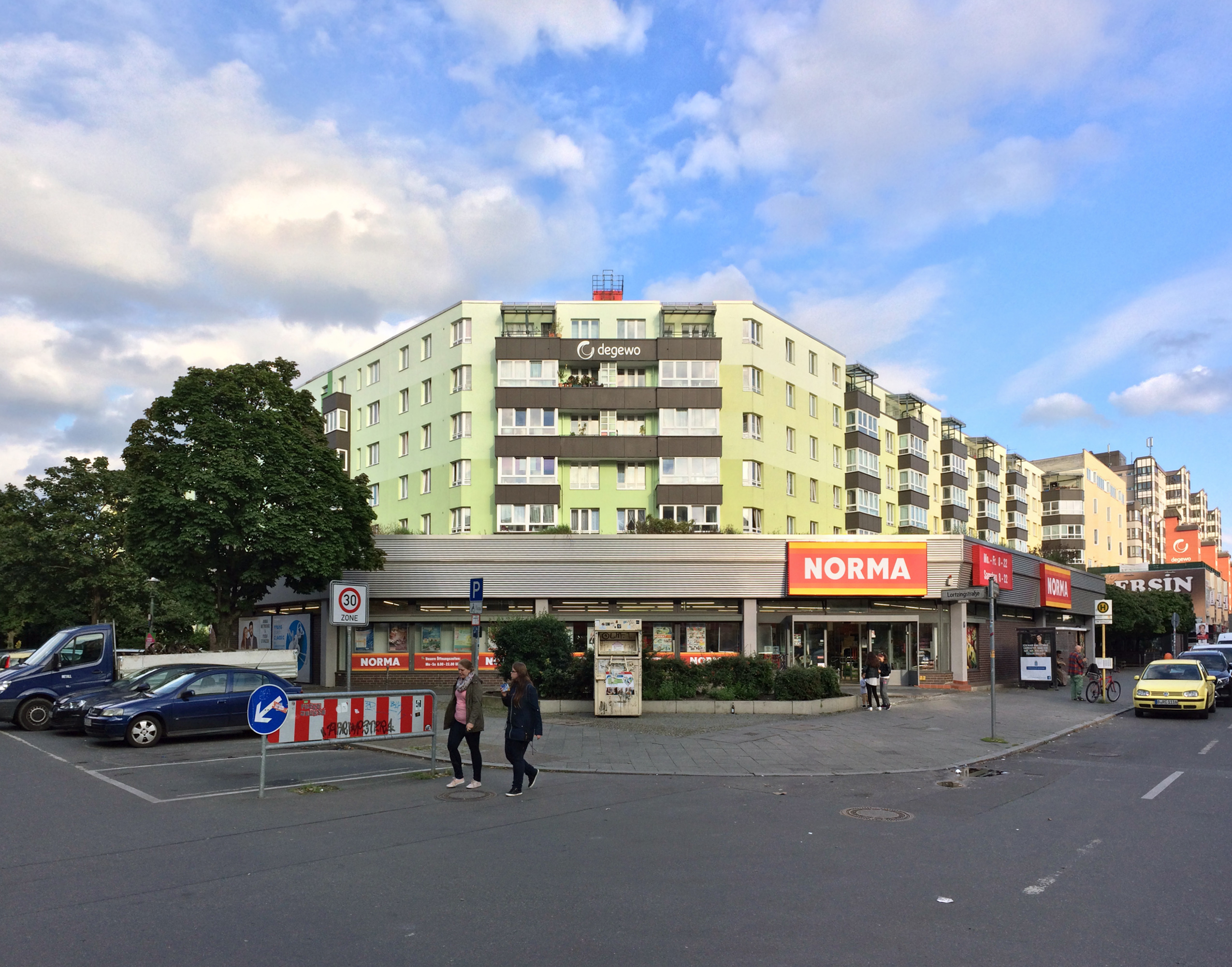
Norma ve čtvrti Wedding v Berlíně
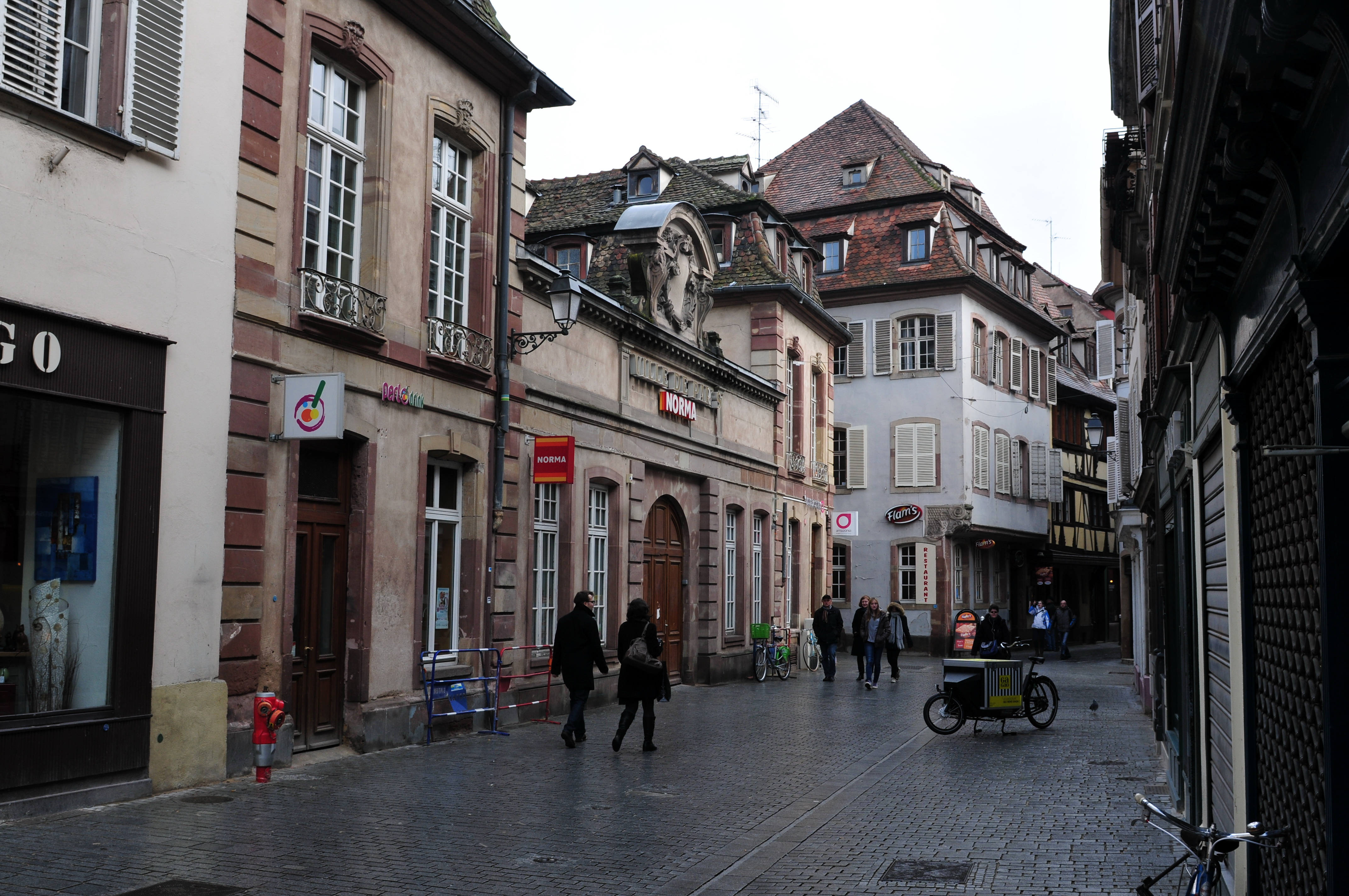
Prodejna ve Štrasburku
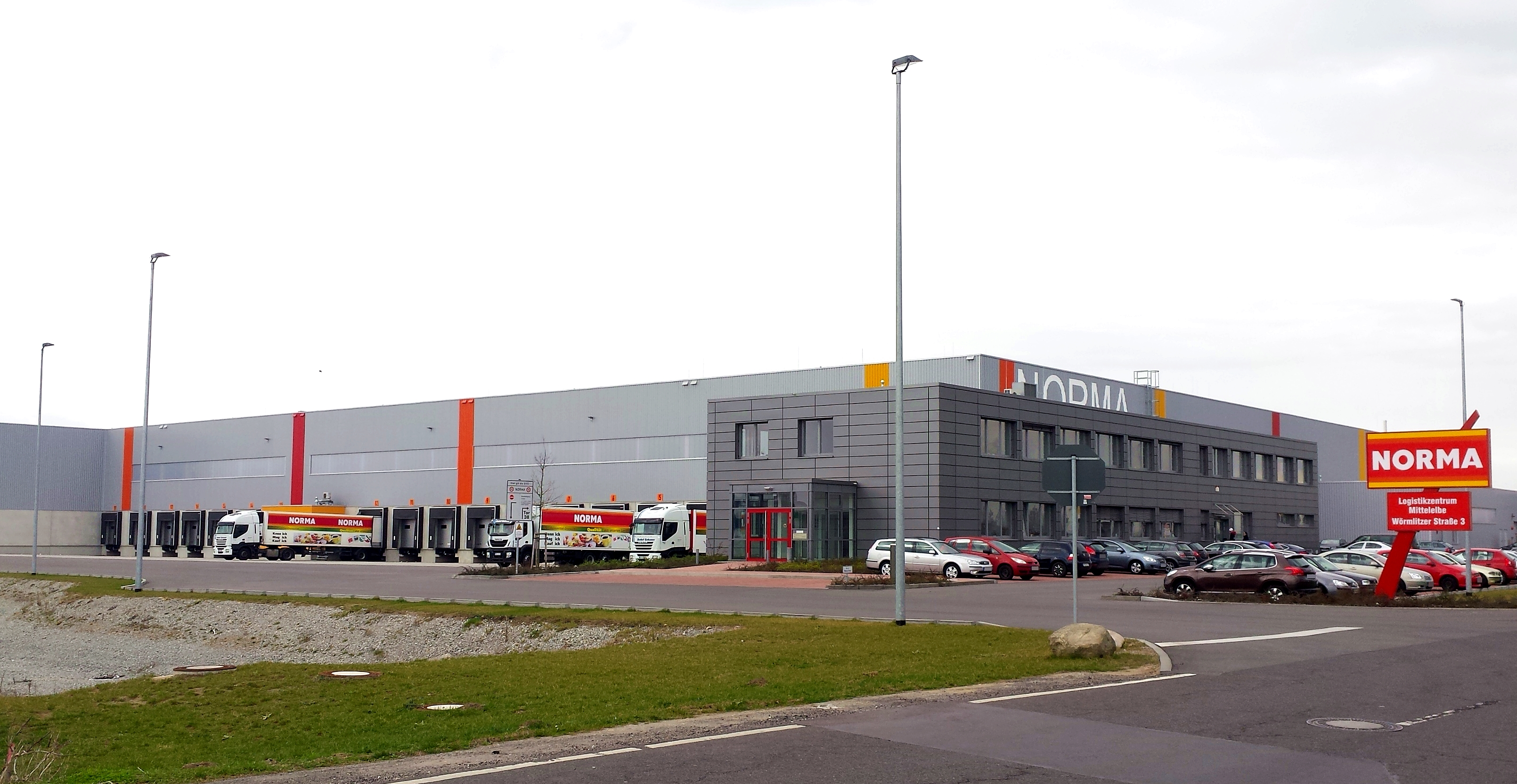
Logistické centrum firmy v Magdeburgu